# The King's English
 (juin 2023).
Si vous disposez d'ouvrages ou d'articles de référence ou si vous connaissez des sites web de qualité traitant du thème abordé ici, merci de compléter l'article en donnant les références utiles à sa vérifiabilité et en les liant à la section « Notes et références ».

The King's English est un livre sur l'usage et la grammaire en anglais. Œuvre des frères Henry Watson Fowler et Francis George Fowler, il a été publié en 1906 et est donc antérieur de 20 ans à Modern English Usage, rédigé par Henry seul après la mort de Francis en 1917.

## Description
The King's English ressemble moins à un dictionnaire qu'à un usage de l'anglais moderne,  composé d'articles assez longs sur des sujets plus généraux comme le vocabulaire, la syntaxe et la ponctuation, il puise abondamment ses exemples dans de nombreuses sources. L'une de ses sections est une description systématique des utilisations appropriées de will et de shall. La troisième et dernière édition a été publiée en 1931, mais à cette date Modern English Usage était déjà plus en faveur.
Du fait que toutes les langues vivantes ne cessent d’évoluer, l’ouvrage est maintenant considéré à certains égards comme dépassé, et certaines des opinions des Fowler sur l'usage correct en anglais sont parfois considérées comme désuètes (sans être pour autant incorrectes) par rapport aux normes d’aujourd’hui. Par exemple, les Fowler désapprouvaient le mot concision pour la raison qu'il avait une signification technique en théologie, « à laquelle il vaudrait mieux le laisser » ; mais à l’heure actuelle, concision est un synonyme usuel de conciseness . Les Fowler ont également critiqué l'utilisation de standpoint et de just how much (comme dans « Just how much of this can we take more of this ? »), en y voyant des « américanismes » indésirables, mais ces deux formes sont maintenant courantes en anglais de Grande-Bretagne. Le livre n'en reste pas moins une référence en matière d’usage et on le réimprime encore.